# Оніхомікоз
Оніхомікоз (Грибок нігтів, tinea unguium) — це грибкова інфекція нігтів. Ураження нігтьової пластини грибами різних родин, внаслідок якого порушується її цілісність, змінюється колір і прозорість, зменшується щільність прилягання до нігтьового ложа, товщина тощо.
Оніхомікоз є грибковою інфекційною оніходистрофією.

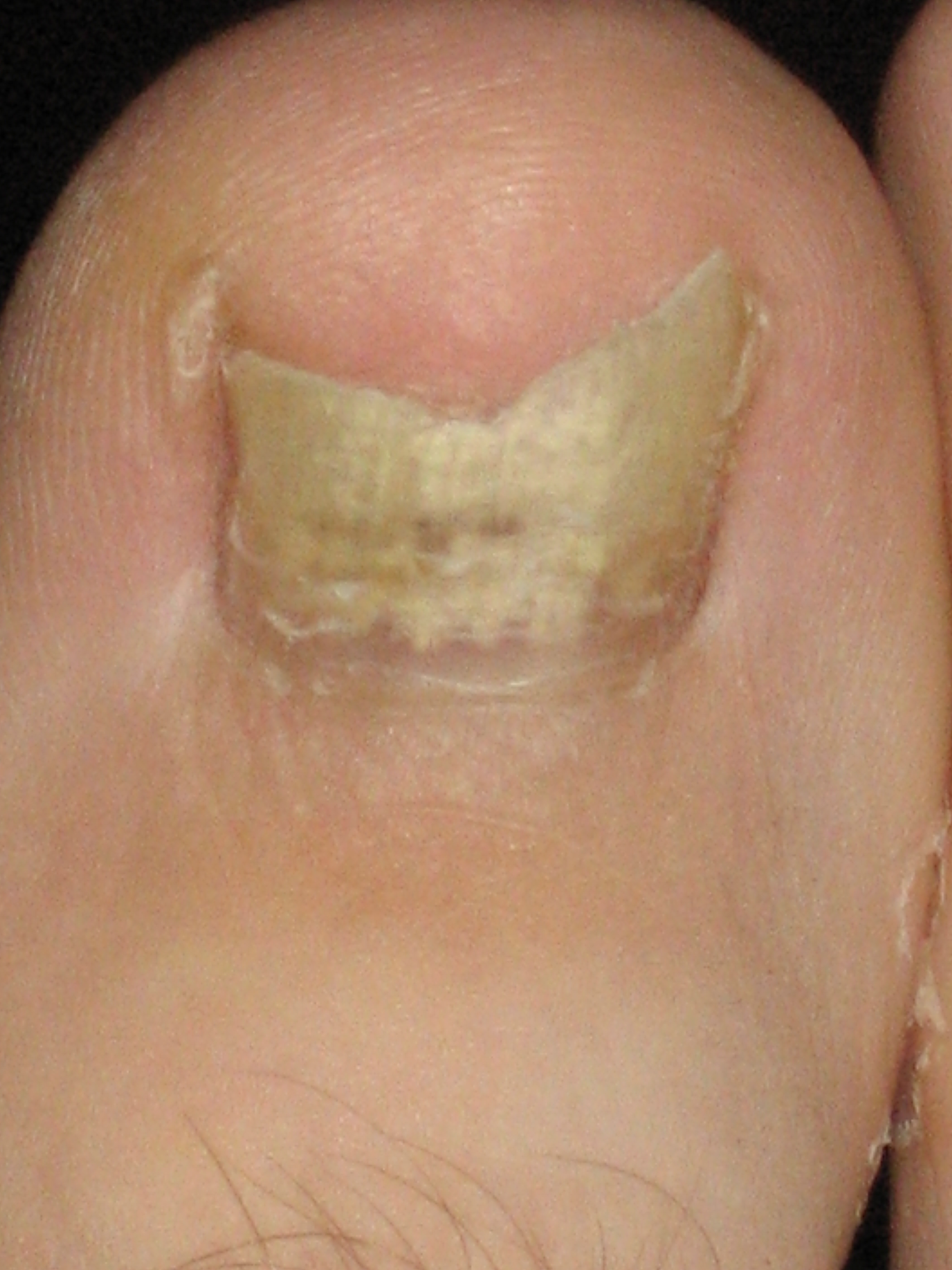
Оніхомікоз великого пальця правої стопи